# Pandeglang (kabupatenhuvudort i Indonesien)
Pandeglang är en kabupatenhuvudort i Indonesien.   Den ligger i provinsen Banten, i den västra delen av landet, 80 km väster om huvudstaden Jakarta. Pandeglang ligger 253 meter över havet och antalet invånare är 92 316.
Terrängen runt Pandeglang är varierad.Runt Pandeglang är det tätbefolkat, med 762 invånare per kvadratkilometer. Närmaste större samhälle är Rangkasbitung, 16,7 km öster om Pandeglang. I omgivningarna runt Pandeglang växer i huvudsak städsegrön lövskog.